# Discografie van Frenzal Rhomb
| Discografie van Frenzal Rhomb | Discografie van Frenzal Rhomb |
| ----------------------------- | ----------------------------- |
| Studioalbums                  | 9                             |
| Livealbums                    | 1                             |
| Verzamelalbums                | 2                             |
| Videoalbums                   | 1                             |
| Ep's                          | 5                             |
| Singles                       | 14                            |
| Videoclips                    | 19                            |

De discografie van Frenzal Rhomb, een Australische punkband, bestaat uit negen studioalbums, een livealbum, twee verzamelalbums, een videoalbum, vijf ep's, en veertien singles. Ook heeft de band negentien videoclips gemaakt.
De band heeft albums onder verschillende platenlabels laten uitgeven. De labels die in deze lijst worden vermeld hebben de albums van Frenzal Rhomb uitgegeven in Australië. De band heeft ook getekend bij enkele overzeese labels, zoals het Amerikaanse Fat Wreck Chords, dat enkele studioalbums van de band in de Verenigde Staten en elders heeft uitgegeven. De band heeft ook een eigen label genaamd How Much Did I Fucking Pay for This? Records.

## Studioalbums
| Jaar | Titel                         | Label                                        | Formaat |
| ---- | ----------------------------- | -------------------------------------------- | ------- |
| 1995 | Coughing Up a Storm           | Belly of the Buddha Records                  | cd      |
| 1996 | Not So Tough Now              | Shagpile Records                             | cd      |
| 1997 | Meet the Family               | Shagpile Records                             | cd      |
| 1999 | A Man's Not a Camel           | Shagpile Records                             | cd, lp  |
| 2000 | Shut Your Mouth               | Epic Records                                 | cd, lp  |
| 2003 | Sans Souci                    | Epitaph Records                              | cd      |
| 2006 | Forever Malcolm Young         | How Much Did I Fucking Pay for This? Records | cd      |
| 2011 | Smoko at the Pet Food Factory | How Much Did I Fucking Pay for This? Records | cd, lp  |
| 2017 | Hi-Vis High Tea               | Universal Music Australia                    | cd, lp  |

## Livealbums
| Jaar | Titel   | Label            | Formaat |
| ---- | ------- | ---------------- | ------- |
| 1998 | Mongrel | Shagpile Records | cd      |

## Verzamelalbums
| Jaar | Titel                                           | Label                                        | Formaat   |
| ---- | ----------------------------------------------- | -------------------------------------------- | --------- |
| 2004 | For the Term of Their Unnatural Lives           | How Much Did I Fucking Pay for This? Records | cd        |
| 2016 | We Lived Like Kings (We Did Anything We Wanted) | How Much Did I Fucking Pay for This? Records | cd, 2x lp |

## Videoalbums
| Jaar | Titel                      | Label            | Formaat |
| ---- | -------------------------- | ---------------- | ------- |
| 1999 | The Travelling Flea Circus | Shagpile Records | VHS     |

## Ep's
| Jaar | Titel                 | Label               | Formaat |
| ---- | --------------------- | ------------------- | ------- |
| 1994 | Dick Sandwich         | Spent Music Records | cd      |
| 1995 | 4 Litres              | Fat Wreck Chords    | 7-inch  |
| 1997 | Hard Gore Yellow Dick | Lollipop Records    | cd      |
| 1998 | Mum Changed the Locks | Shagpile Records    | cd      |
| 2000 | Esky Magazine Split   | Epic Records        | cd      |

## Singles
| Jaar | Titel                                | Label                                        | Formaat    | Album               |
| ---- | ------------------------------------ | -------------------------------------------- | ---------- | ------------------- |
| 1994 | "Sorry About the Ruse"               | How Much Did I Fucking Pay for This? Records | 7-inch, cd | (geen)              |
| 1996 | "Disappointment"                     | Shagpile Records                             | cd         | Not So Tough Now    |
| 1996 | "Punch in the Face"                  | Shagpile Records                             | cd         | Not So Tough Now    |
| 1996 | "Parasite"                           | Shagpile Records                             | cd         | Not So Tough Now    |
| 1997 | "Mr. Charisma"                       | Shagpile Records                             | cd         | Meet the Family     |
| 1997 | "There's Your Dad..."                | Shagpile Records                             | cd         | Meet the Family     |
| 1998 | "Some of My Best Friends Are Racist" | Shagpile Records                             | cd         | Meet the Family     |
| 1999 | "We're Going Out Tonight"            | Shagpile Records                             | 7-inch, cd | A Man's Not a Camel |
| 1999 | "Never Had So Much Fun"              | Shagpile Records                             | cd         | A Man's Not a Camel |
| 1999 | "You Are Not My Friend"              | Shagpile Records                             | cd         | A Man's Not a Camel |
| 2000 | "I Miss My Lung"                     | Shagpile Records                             | cd         | A Man's Not a Camel |
| 2000 | "War"                                | Epic Records                                 | cd         | Shut Your Mouth     |
| 2001 | "Nothing’s Wrong"                    | Epic Records                                 | cd         | Shut Your Mouth     |
| 2001 | "Coming Home"                        | Epitaph Records                              | cd         | Shut Your Mouth     |

## Videoclips
| Jaar | Nummer                                    | Album                         |
| ---- | ----------------------------------------- | ----------------------------- |
| 1996 | "Parasite"                                | Not So Tough Now              |
| 1996 | "Punch in the Face"                       | Not So Tough Now              |
| 1997 | "Disappointment"                          | Not So Tough Now              |
| 1998 | "Mum Changed the Locks"                   | Meet the Family               |
| 1999 | "You Are Not My Friend"                   | A Man's Not a Camel           |
| 1999 | "We're Going Out Tonight"                 | A Man's Not a Camel           |
| 1999 | "Never Had So Much Fun"                   | A Man's Not a Camel           |
| 2001 | "Nothing’s Wrong"                         | Shut Your Mouth               |
| 2001 | "Coming Home"                             | Shut Your Mouth               |
| 2001 | "War"                                     | Shut Your Mouth               |
| 2003 | "Bucket Bong"                             | Sans Souci                    |
| 2003 | "Ballchef"                                | Sans Souci                    |
| 2003 | "Punisher"                                | Sans Souci                    |
| 2003 | "Russell Crowe's Band"                    | Sans Souci                    |
| 2004 | "Looking Good"                            | Sans Souci                    |
| 2006 | "Forever Malcolm Young"                   | Forever Malcolm Young         |
| 2011 | "Bird Attack"                             | Smoko at the Pet Food Factory |
| 2012 | "When My Baby Smiles at Me I Go to Rehab" | Smoko at the Pet Food Factory |
| 2017 | "Cunt Act"                                | Hi-Vis High Tea               |